# Mikael Lundberg
Carl Johan Mikael Lundberg, född 21 april 1952 på Lovö, är en svensk konstnär. Lundberg har i sin konst under en längre tid undersökt begreppet och företeelsen tid. Ett av hans mer uppmärksammade verk är en klocka som räknar ner timmarna han själv har kvar att leva. Han har med hjälp av Statistiska centralbyrån fått fram hur lång tid han statistiskt sett har kvar. Klockan blir på detta sätt ett memento mori.
Han har också arbetat som artist in residence på Chalmers utbildning innovativ design i Göteborg.